# Alexandre Gallar Falguera
Alexandre "Àlex" Gallar Falguera (Terrassa, 19 de març de 1992) és un futbolista professional català que juga com a interior esquerre o com a davanter per la UE Eivissa.

## Carrera de club
Gallar es va formar al planter del Terrassa FC. Va debutar com a sènior el 8 de desembre de 2009, entrant com a suplent a la segona part en una derrota per 0–2 contra la UE Lleida en partit de la Segona Divisió B.
Gallar va marcar el seu primer gol com a sènior el 14 d'abril de 2010, el primer del seu equip en una victòria per 2–1 a casa contra l'Oriola CF. El 19 de juny del mateix any va marxar al RCD Mallorca, en categories de formació; fou ascendit a l'equip filial a començaments de la temporada 2011–12.
El 2 d'agost de 2012, després d'haver jugat esporàdicament, Gallar va signar per un altre filial, el Real Murcia Imperial de la Tercera Divisió. The following January, he moved to fellow league team UE Rubí.
El 28 de maig de 2013 Gallar va retornar a Terrassa i a la Segona B, amb un contracte per un any. After spells at UE Cornellà and Hèrcules CF, he moved to Cultural y Deportiva Leonesa on 8 juliol 2016.
Gallar va ser clau en l'equip de la Cultu en la promoció des de la Segona B a la Segona Divisió, i va marcar 20 gols, el màxim de la seva carrera. El 10 de juliol de 2017, va signar contracte per tres anys amb la SD Huesca de segona divisió, per 400,000 euros de traspàs.
Gallar va debutar com a professional el 19 d'agost de 2017, jugant com a titular en una derrota per 0–1 contra el CD Numancia.
Va debutar a primera divisió amb la samarreta de la SD Huesca. Casualment en l'equip aragonès va aconseguir la seva primera victòria a la màxima categoria gràcies als dos gols que va fer Àlex Gallar al camp de la SD Eibar.
El 21 d'agost de 2019, Gallar va signar amb el Girona FC per quatre temporades. El 25 de setembre de l'any següent va anar cedit al FC Cartagena per la temporada 2020–21.
Gallar va rescindir el contracte amb el Girona el 14 de juliol de 2022, i va signar un altre contracte de dos anys amb el Màlaga CF de segona divisió l'endemà. El 30 de juny de l'any següent, després del descens del club de segona divisió, va marxar després d'activar una clàusula de rescissió del seu contracte. El 9 d'agost de 2023 es va incorporar a la UE Eivissa.

## Internacional
El març de 2019, Gallar va ser convocat a la Selecció de Catalunya per a un partit amistós contra Veneçuela. No obstant això, l'Osca es va negar a que ell i Enric Gallego participessin en el partit.